# Кисіль Іван Гордійович
Іван Гордійович Кисі́ль (27 січня 1896, Мирівка — 25 липня 1971, Київ) — український радянський художник; член Асоціації художників Червоної України з 1923 року та Спілки радянських художників України з 1938 року.

## Біографія
Народився 15 [27] січня 1896 року в селі Мирівці (нині Обухівський район Київської області, Україна). 1919 року закінчив Київську художню школу; 1925 року — Київський художній інститут, де навчався у Федора і Василя Кричевських.
Упродовж 1925—1931 років викладав у Києві в художньому технікумі, а у 1930—1931 роках — фотокінотехнікумі. Брав участь у німецько-радянській війні з 1941 року. Нагороджений орденом Червоної Зірки (11 квітня 1945), медалями «За оборону Ленінграда» (12 червня 1943) і «За перемогу над Німеччиною» (9 травня 1945). Мешкав у Києві. Помер у Києві 25 липня 1971 року.

## Творчість
Працював у галузі станкового живопису, графіки, монументального мистецтва. Автор олійних пейзажів, портретів, тематичних картин. Серед робіт:
- малюнки для декоративних тканин, тканих панно та гобеленів («Каховка», «Дніпрогес»)[2];
- проєкти оформлення інтер'єрів громадських споруд (1928—1933, 1955—1958);
- ілюстрація книг для київського видавництва «Культура»:
  - збірка «Чудеса без чудес», «Кури сплять» Сергія Шервінського (1929);
  - «Ні здобичі, ні толку» Софії Федорченко (1929)[2];
- серія портретів «Кращі люди Армії і фронту» (1944—1945; сангіна, вугілля);

живопис
- «Прикордонники» (1937);
- «Переправа» (1943);
- «Виборзька фортеця» (1945);
- «Київська ТЕЦ» (1946—1947; Національний музей історії України);
- серія «Бориславські нафтопромисли» (1947);
- «Під Корсунем-Шевченківським» (1947);
- «Колгоспне квітникарство» (1949);
- «Зима. Іній» (1951);
- «Хвиля» (1957);
- «Дніпро біля Канева» (1958);
- «Прибій» (1964);
- «Натюрморт» (1965);
- «Осінь в Каневі» (1969);
- «Берег моря» (1960—1970);
- «Ґенуезька фортеця» (1960—1970);
- «Яблуня квітуча» (1971);
- «Півонії» (1971).

Низку робіт присвятив Тарасу Шевченку:
- «Тарас Шевченко серед дітей на Україні» (1946, Канівський музей Тараса Шевченка);
- «Мате Залка на могилі Тараса Шевченка» (1949, гуаш, Національний музей Тараса Шевченка).

Брав участь у виставках з 1924 року, всеукраїнських з 1927 року, зокрема:
- Всеукраїнська ювілейна виставка, присвяченої 10-річчю Жовтня (1927; пересувна містами України);
- 3-я Всеукраїнська художня виставка Наркомосу УРСР (1930; пересувна містами України);
- республіканська шевченківська виставка (1941);
- 1-ша виставка робіт художників-фронтовиків (1943);
- 3-я виставка художників Ленінградського фронту (1945; Ленінград);
- виставка образотворчого мистецтва УРСР (1951);
- ювілейна художня виставка УРСР (1957);
- художня виставка, присвячена 100-річчю від дня смерті Тараса Шевченка (1961; Київ)[2].

Персональні виставки відбулися у Виборзі у 1945 році, Києві у 1955—1956 і 1973 роках.

## Зауваги
1. ↑  В Енциклопедії сучасної України вказана дата народження 17 січня 1896, а місце народження — місто Миронівка.